# Rosa de Ouro (condecoração)
A Rosa de Ouro é um ornamento precioso, feito de ouro puro, matizado ligeiramente com vermelho, criado por hábeis ourives, que é abençoado todos os anos pelos papas, no quarto domingo da quaresma (denominado Domingo Lætare), e, depois, oferecidas como símbolo permanente de reverência. Estima e afeição paterna a monarcas, personalidades ilustres, igrejas notáveis, governos e cidades que tenham demonstrado seu espírito de lealdade para com a Santa Sé. Como o próprio nome indica, tal ornamento representa uma rosa, um buquê de rosas ou uma pequena roseira de ouro maciço. A flor dourada brilhando reflete a majestade de Cristo, com uma simbologia muito apropriada porque os profetas chamaram-no "a flor do campo e o lírio dos vales". Sua fragrância, de acordo com Leão XIII, "mostra o odor doce de Cristo que deve ser difundido extensamente por seus seguidores fiéis” (Acta, vol. VI, 104), e os espinhos e o matiz vermelho relembram a sua paixão.

## História
A Rosa de Ouro surgiu no início da Idade Média. A primeira referência está testemunhada numa bula de 1049, pela qual Leão IX isentou o Convento de Santa Cruz de Woffenheim (Alsácia), com a condição da abadessa enviar anualmente uma rosa de ouro à Santa Sé. A crônica de São Martinho de Tours que a mais antiga das ‘’rosas de ouro’’ conhecida é aquela enviada pelo Papa Urbano II a Fulque IV de Anjou, em 1096. Desde a Baixa Idade Média a honraria da Rosa de Ouro para honrar um soberano substituiu a honraria das Chaves da Confissão de São Pedro, ou Chaves de Ouro, instituída no século VIII, pelo Papa Gregório II. A data exata da instituição da rosa é desconhecida. De acordo com algum é anterior a Carlos Magno (742-814), de acordo com outros teve sua origem no fim do século XII; mas, certamente já existia antes do ano 1050, quando o Papa Leão IX (1051) fala da Rosa de Ouro como uma instituição já antiga, em seu tempo. O costume de oferecer a Rosa de Ouro, teve início quando os papas transferiram-se para Avinhão, continuando depois que o papado retornou para Roma. O príncipe condecorado recebia a Rosa de Ouro do papa, em solene cerimônia, sendo acompanhado pelo Sacro Colégio dos Cardeais. No início do século XVII passou a ser ofertada somente a rainhas e princesas. Aos imperadores, reis e príncipes eram ofertado presentes mais apropriados, como espadas. Mas, se um monarca estivesse presente em Roma, no Domingo Lætare, ele poderia receber a Rosa de Ouro. O ofício de entregar a Rosa de Ouro aos que residiam fora de Roma foi dado, pelos papas aos Cardeais Legados, aos núncios, aos internúncios e aos delegados apostólicos. Em 1895 foi criado um novo ofício, chamado de Portador da Rosa ou Zelador da Rosa, cargo não hereditário, destinado aos príncipes católicos, aos camareiros secretos de capa e espada ou a uma membro da Prefeitura da Casa Pontifícia. Este cargo foi posteriormente extinto.

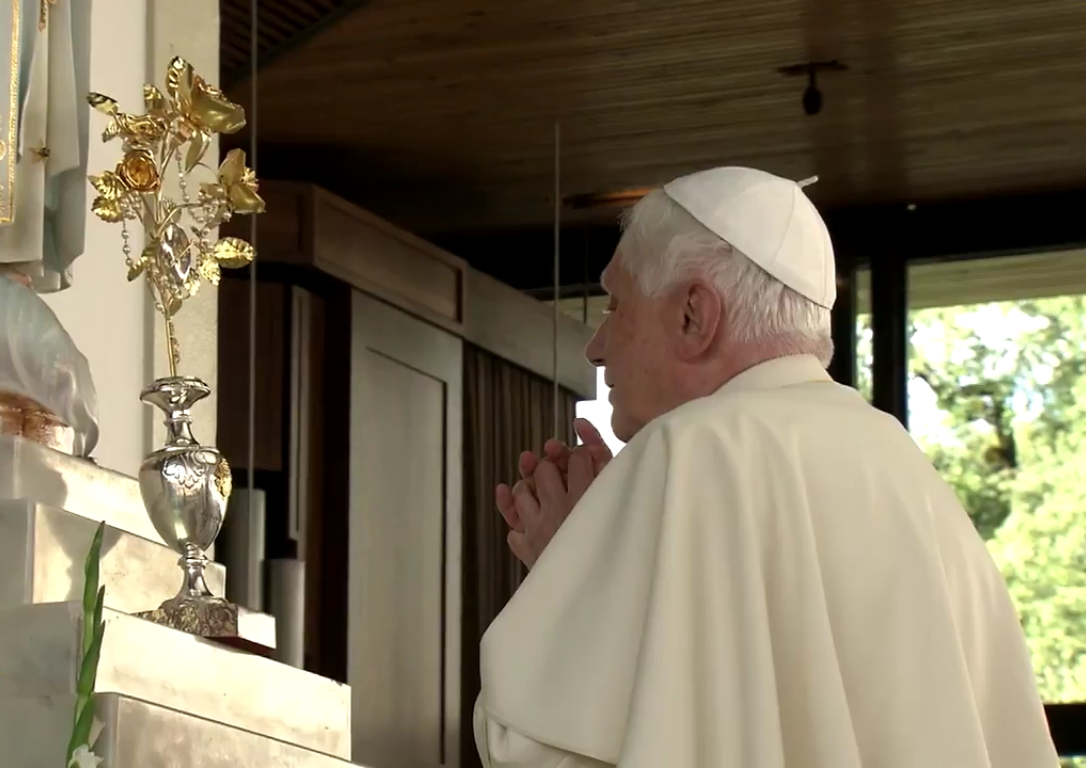
O Papa Bento XVI no momento da entrega da segunda Rosa de Ouro à Virgem de Fátima em Maio de 2010.

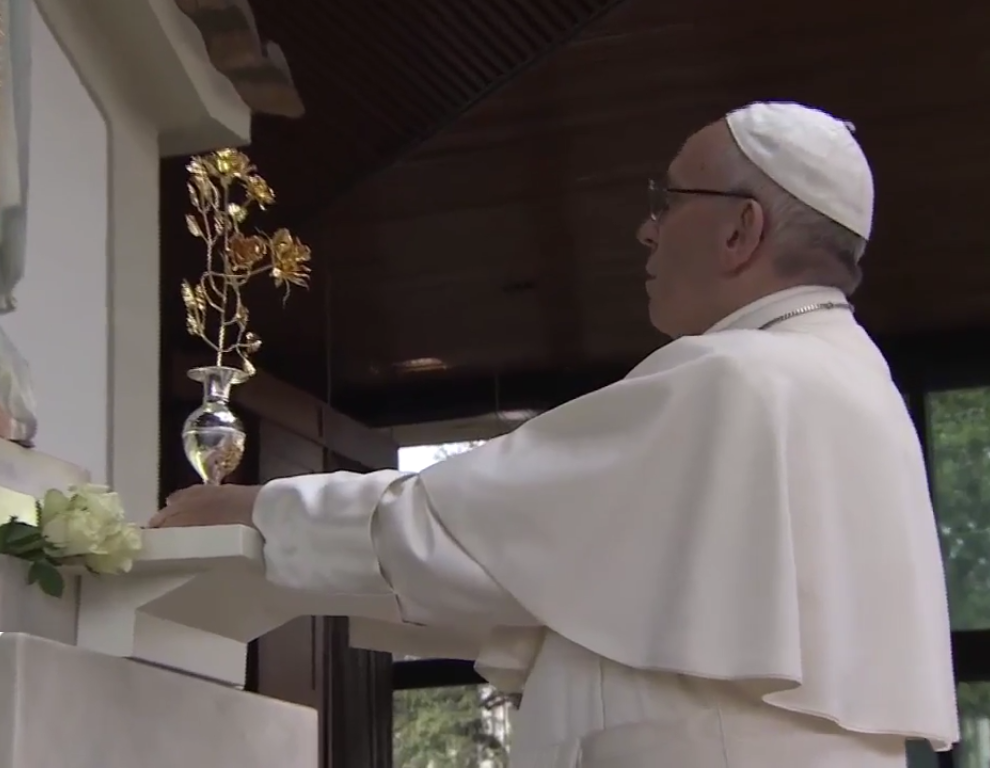
O Papa Francisco oferece a terceira Rosa de Ouro a Nossa Senhora do Rosário de Fátima em Maio de 2017.

Em tempos mais recentes, depois do Concílio Vaticano II, a condecoração pontifícia passou a ser um presente dos papas a Nossa Senhora: Fátima em 1965 por Paulo VI; Aparecida no Brasil, em 1967 por Paulo VI; de Luján em 1982 por João Paulo II; de Guadalupe; de Loreto; da Evangelização em Lima, Peru, em 1988, por João Paulo II; de Jasna Gora em Częstochowa, Polônia, em 2006 pelo Papa Bento XVI; Aparecida no Brasil, em 2007, por Bento XVI, e Pompeia, na Itália, em 2008, por Bento XVI. O Papa Francisco ofereceu a terceira Rosa de Ouro a Nossa Senhora de Fátima no dia 13 de maio de 2017.

## Cerimônia
No século X entrou na liturgia do quarto domingo da quaresma a singular Bênção da Rosa, sendo que em Roma a rosa passou a ser de ouro. O papa ia, do Palácio de Latrão à Basílica estacional de Santa Cruz de Jerusalém, levando na mão esquerda uma rosa de ouro que significava a alegria pela proximidade da Páscoa. Com a mão direita, o papa abençoava a multidão. Regressando, processionalmente a cavalo, o papa tinha sua montaria conduzida pelo prefeito de Roma. Ao chegar, presenteava o prefeito de com a rosa, em reconhecimento pelos seus atos de respeito e homenagem. Inicialmente, a rosa era levada pelo próprio papa. Mas, aumentando o peso da rosa, um clérigo foi encarregado desta função. Nesta ocasião, o papa benze na sacristia daquela basílica o bálsamo e o almíscar destinados à rosa que será abençoada. Só depois ela será levada, por um portador, a seu destinatário ou remetida a um embaixador residente em Roma. As rosas mais antigas não eram abençoadas. A bênção foi instituída para solenizar e induzir uma reverência maior por parte de quem a recebia. De acordo com o Cardeal Vicente Petra (comentário. em Constituições Apostolicas, III, 2, coluna. 1), o Papa Inocêncio IV foi o primeiro a benzer uma ‘’Rosa de Ouro’’. Entretanto, outros autores afirmam que Inocêncio III, ou Alexandre III ou Leão IX teriam sido o primeiro a realizar tal cerimônia Diz-se que o Leão IX, em 1051, obrigou o mosteiro de Bamberg, na Francônia a fornecer uma ‘’Rosa de Ouro’’ para a bênção, o que continuou a ocorrer nos outros anos (Theop. Raynaud, De rosa mediana a Pontifice consecrata, IV, 413). O papa Bento IV diz que a bênção surgiu no século XIV ou no início do XV. José Catalano, mestre de cerimônias papal, afirma crer que mesmo as rosas mais antigas eram perfumadas com almíscar e bálsamo; mas a bênção com oração, incenso e água benta foram introduzidos mais tarde. Atualmente, o papa benze a rosa todos os anos, mas, como nem sempre a rosa é ofertada, acontece de ser benta a mesma rosa em vários anos. A velha é usada até que seja ofertada e, então confecciona-se nova rosa. Antes da transferência do papado para Avinhão, a bênção se dava na sacristia do Palácio de Latrão, mas a missa solene e a oferta ocorriam na basílica de Santa Cruz de Jerusalém, que representa a “Jerusalém Celeste”.
Antes de 1305, a rosa nuca foi dada, em Roma, a nenhum estrangeiro, exceto o imperador, no dia da sua coroação. Quando estavam em Avinhão, (1305-1375), os papas, incapazes de visitar as basílicas romanas, executaram muitas de suas funções sagradas, dentre elas a bênção da rosa, na capela privada de seu palácio. Retornando a Roma, exceto Sisto V, mantiveram este costume.

## Bênção
A rosa é colocada numa mesa com velas e o papa procede a bênção revestido dos paramentos cor-de-rosa (Gaudete et Lætare) e com mitra preciosa. A bênção da rosa de ouro difere da bênção das rosas comuns. Após os versículos usuais, o pontífice segue a poética oração. Terminada a oração, o papa coloca incenso no turíbulo, que lhe é entregue por cardeal-diácono e incensa o bálsamo e o almíscar, colocando-os no receptáculo do miolo da rosa. Depois incensa a rosa e a asperge com água benta. O ornamento é então dado ao clérigo o mais novo da Câmara Apostólica, que o carrega na frente do papa até a capela, onde é colocado no altar no pé da cruz em cima de um véu de seda rosa ricamente bordado, onde permanece. Após a missa, a rosa é levada, em procissão, para a sacristia, onde é posta com cuidado num lugar preparado para ela, até que seja oferecida a alguma personagem digna.

## A flor

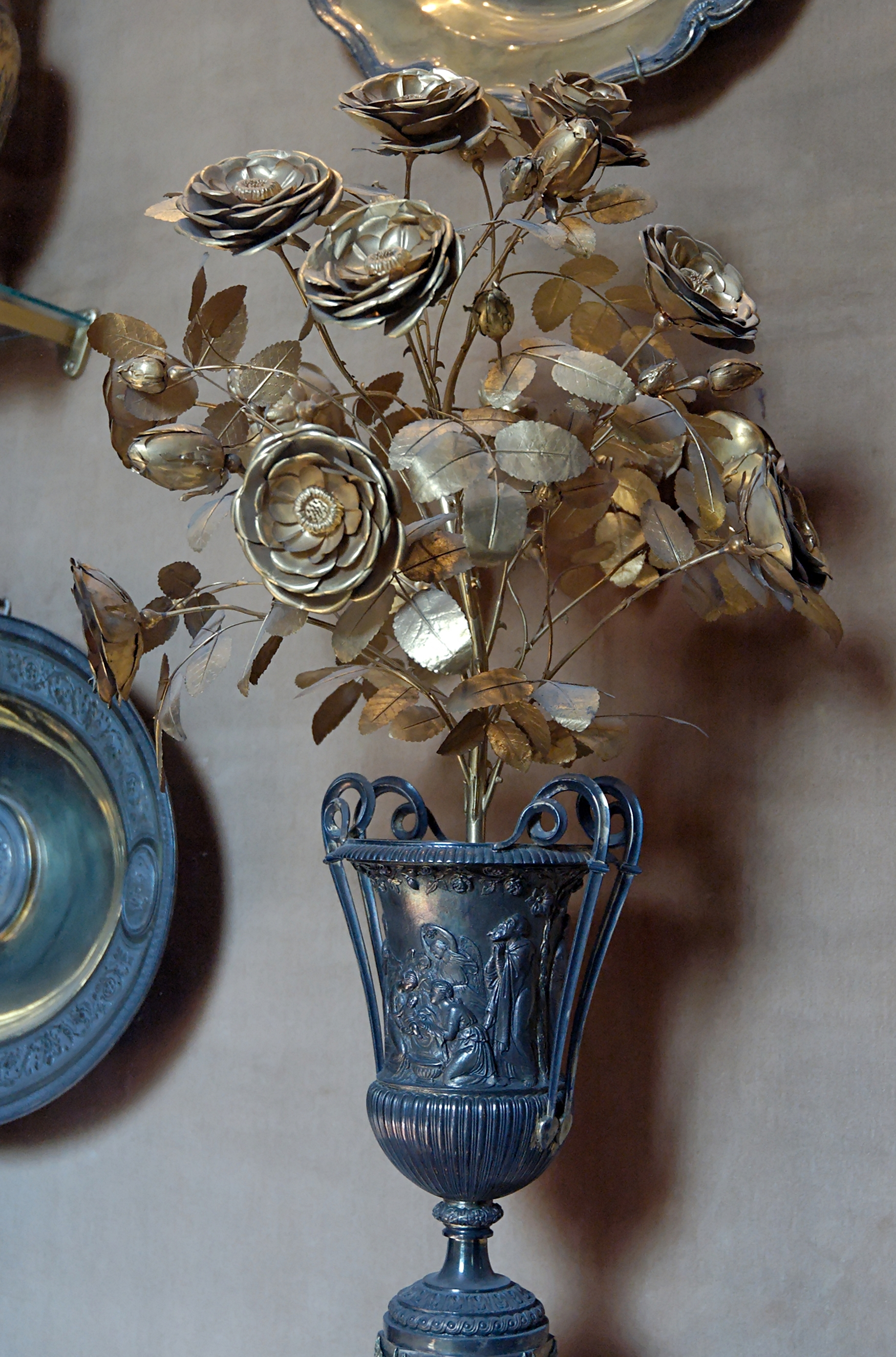
Rosa de Ouro da Biblioteca Apostolica Vaticana

Antes do pontificado de Sisto IV, a Rosa dourada era uma flor simples e única, feita do ouro puro e matizada ligeiramente com vermelho. Mais tarde, para embelezar o ornamento e realçar mais o seu simbolismo místico, foram acrescentados rubis e outras gemas preciosas no miolo da rosa ou em suas pétalas. O Papa Sisto IV substituiu a única flor num galho espinhoso por um ramo com várias folhas e muitas (dez ou mais) rosas, ficando o ramo maior ao alto, com as rosas menores que se aglomeram em torno dela. No centro da rosa principal há um minúsculo receptáculo em copa, com uma tampa perfurada, no qual o papa derrama o almíscar e o bálsamo para a bênção. Este projeto de “ Rosa Sistina” foi mantido, mas com variação da decoração, do tamanho, do peso e do valor. Originalmente a rosa era pequena. Com cerca de seis polegadas de altura, portanto facilmente carregada pelo papa. Mais tarde, especialmente quando um vaso e um grande suporte foram incorporados ao ornamento, um clérigo robusto foi requerido carregá-la, precedendo a cruz papal procissão. A rosa ofertada por Inocêncio XI a Amália Guilhermina de Brunswick-Luneburg, esposa do imperador José I, pesou vinte libras e teve quase dezoito polegadas de altura. Tinha a forma de um buquê, com três ramos torcidos que juntavam por muitos enrolamentos no alto da haste, suportando uma rosa avantajada e um grande conjunto de folhas.

## Destinatários da Rosa de Ouro
As principais igrejas às quais a rosa foi ofertada são: a Basílica de São Pedro (cinco rosas), a Arquibasílica de São João Latrão (quatro rosas - de acordo com algum autores, duas das quatro foram dados à basílica propriamente dita e duas à capela chamada Sancta Sanctorum), Basílica de Santa Maria Maior (duas rosas), Santuário de Fátima (três rosas), Basílica de Nossa Senhora Aparecida (três rosas), Basílica de Santa Maria sopra Minerva (uma rosa), e Igreja de Santo António dos Portugueses (uma rosa). Foi ofertada uma também à Arquiconfraria do Gonfalone.
As rosas ofertadas por Paulo VI, Bento XVI e Francisco à Basílica de Aparecida encontram-se em exposição no Museu Nossa Senhora Aparecida, na Torre da Basílica.
Entre muitas personalidades, lugares e igrejas que receberam esta honraria, os seguintes são notáveis:
- Fulque IV de Anjou, Conde de Anjou, (Urbano II – 1096)
- Afonso VII de Castela (Eugênio III – 1148)
- Luís VII de França, (Alexandre III – 1163)
- Raimundo Berengário IV, último conde da Provença da Casa de Barcelona
- Rodolfo III de Nidau, conde de Neuchâtel, (João XXII - 1330)
- Dom Lopo Fernandes Pacheco Rico-Homem e conselheiro de Dom Afonso IV pelo seu papel decisivo na vitória da batalha do Salado (Bento XII - 1341)
- Luís I da Hungria, (Clemente IV - 1348)
- Nicolau Acciaioli, por ter vencido Barnabé Visconti, (Urbano V - 1363)
- Joana I de Nápoles, (Urbano V - 1368)
- Imperador Sigismundo, (Eugênio IV – 1435)
- Henrique VI de Inglaterra (Eugênio IV – 1444)
- Casimiro IV, Rei da Polônia (Nicolau V – 1448)
- Imperador Frederico III e a imperatriz Leonor de Portugal, que foram coroados no Domingo Lætare de 1452 e receberam a Rosa de Ouro no dia seguinte (Nicolau V – 1452)
- Carlos VII de França, (Calisto III – 1457)
- Tiago III da Escócia, (Inocêncio VIII – 1486)
- Isabel de Castela, (Alexandre VI - 1493)
- Alexandre Jagelo (Jagielloriczyk), rei da Polônia, (Júlio II – 1505)
- Dom Manuel I de Portugal, duas rosas (Júlio II – 1506 e Leão X – 1514)
- Frederico III, (Leão X – 1518)
- Henrique VIII da Inglaterra, recebeu três rosas (Júlio II, Leão X, outra do Clemente VII – 1524)
- Dom João III de Portugal, (Clemente VII – 1527)
- Frederico II, Duque de Mântua, (Paulo III – 1537) por sua bondade com os padres do Concílio de Trento
- Principe Dom João de Portugal, filho de Dom João III, (Júlio III – 1551)
- Maria I da Inglaterra, filha de Henrique VIII, (Paulo IV – 1555)
- Dom João de Áustria, vencedor da batalha de Lepanto, em 7 de outubro de 1571, contra a frota turca (Gregório XIII - 1576) ;
- Henrique d’Anjou, rei de França e de Navarra, (Clemente VIII – 1592)
- Margarida de Áustria, rainha da Espanha, no dia de seu casamento com Filipe III de Espanha, na presença do Papa Clemente VIII, (1598)
- Isabel de Bourbon, (Paulo V - 1618)
- Henriqueta Maria, rainha da Inglaterra, em Amiens (Urbano VIII – 1625)
- Maria Ana de Espanha, rainha da Hungria (Urbano VIII – 1630)
- Maria Teresa de Espanha, rainha da França, para seu filho menor, o Delfim, de quem o papa era padrinho, (Alexandre VII – 1668)
- Eleonora Maria Josefa, rainha da Polônia, (Clemente X – 1672)
- Maria Casimira Luísa, esposa de João III Sobieski, rei da Polônia e "Salvador de Viena", (Inocêncio XI – 1684)
- Imperatriz Amália Guilhermina de Brunswick-Luneburg, (Inocêncio XI – 1689)
- Maria Luísa de Saboia, rainha da Espanha, (Clemente XI – 1701)
- Maria Leszczynska, rainha de França (Clemente XII - 1736) ;
- Francisco Loredan, doge de Veneza, (Clemente XIII - 1759)
- Maria Cristina da Áustria, arquiduquesa da Áustria, (Pio VI - 1776)
- Maria Teresa de Áustria-Este, rainha da Sardenha, (Leão XII – 1825)
- Maria II de Portugal, (Gregório XVI – 1842)
- Maria Pia de Saboia, rainha de Portugal, no dia de seu batismo, cujo padrinho foi o papa, (Pio IX – 1849)
- Isabel II de Espanha, (Pio IX – 1868)
- Maria Cristina da Áustria, rainha regente da Espanha, (Leão XIII – 1886)[1]
- Isabel, Princesa Imperial do Brasil, pela proclamação da Lei Áurea em 1888, (Leão XIII – 1889)[2][3]
- Amélia de Orleães, rainha de Portugal, Leão XIII – 1892)
- Maria Henriqueta da Áustria, rainha da Bélgica, (Leão XIII – 1893) – esta rainha deu nome também a uma variedade de rosa (botânica) vermelha
- Vitória Eugênia, rainha de Espanha, mulher de Afonso XIII, (Bento XV – 1914)
- Santa Teresinha do Menino Jesus e da Santa Face (Bento XV - 1920).
- Santuário de Nossa Senhora de Fátima, em Portugal, recebeu três rosas (Paulo VI – 1965, Bento XVI – 2010 e Francisco – 2017)
- Basílica de Nossa Senhora de Guadalupe, no México, (Paulo VI – 1966)
- Basílica de Nossa Senhora Aparecida, no Brasil, recebeu três rosas (Paulo VI – 1967,[1][4] Bento XVI – 2007[2] e Francisco – 2017[5])
- Basílica de Nossa Senhora de Luján, na Argentina, (João Paulo II – 1982)
- Igreja de Nossa Senhora da Evangelização, em Lima, no Peru, em (João Paulo II – 1988)
- Basílica de Nossa Senhora da Conceição do Sameiro, em Portugal (João Paulo II – 2004)
- Basílica de Nossa Senhora de Lourdes, em Lourdes, na França (João Paulo II – 2004)
- Santuário de Jasna Góra, Nossa Senhora de Częstochowa, na Polônia, recebeu duas rosas (Bento XVI – 2006 e Francisco – 2016)
- Santuário Nacional de Nossa Senhora das Dores, em Šaštín-Stráže, Eslováquia (Francisco - 2021)

A partir da segunda metade do século XX, as concessões da Rosa de Ouro tornaram-se mais raras, e foram todas conferidas a lugares, a maioria a santuários. Assim, a outorga da Rosa de Ouro pode ser considerada um grande privilégio.

## Exemplares conhecidos
A maior parte das Rosas de Ouro foram fundidas por seus destinatários, para reutilização do ouro, com fins monetários. Os exemplares antigos que subsistem são poucos:
- No tesouro da catedral de Benevento ;
- No Museu Sacro da Biblioteca Vaticana
- Na Arquibasílica de São João Latrão
- No Museu Nacional da Idade Média, no hôtel de Cluny, em Paris, onde se encontra a Rosa de Ouro feita por Minúquio de Sena, a mais antiga das que subsistem.
- No Palácio da Comuna ( Palazzo Communale ) de Siena
- No Tesouro (Schatzkammer = câmara abobadada) do Palácio Imperial de Hofburg, em Viena.
- No Museu Arquidiocesano de Arte Sacra, no Rio de Janeiro.[2]
- No Museu do Santuário Nacional de Nossa Senhora Aparecida, em Aparecida, Brasil.[2]
- No Santuário de Nossa Senhora de Fátima, em Portugal.